# Uni Souza Futebol Clube
Uni Souza Futebol Clube, ou apenas Uni Souza é um clube de futebol brasileiro, fundado em 30 de dezembro de 1987, pelos irmãos Cosmo e João Souza como Dá-lhe Souza Futebol Clube. O clube fica localizado na cidade do Rio de Janeiro.
O clube disputou até 2021 a Copa Rio Amador da Capital, quando se profissionalizou e disputou a Quinta Divisão do Campeonato Carioca daquele ano.

## História
O clube foi fundado em 1987 como Dá-lhe Souza Futebol Clube, e se filiou para disputar o Departamento Autônomo da Capital em 1990, alterando a sua nomeclatura para Uni Souza Futebol Clube por exigência do presidente da FERJ, Eduardo Viana. A partir de 1995, o clube passou a ter parceria com o União Central na tentativa de profissionalização da equipe, se mantendo porém disputando o Amador da Capital.
Através da gestão de Gilberto Nascimento, o clube se profissionaliza em 1 de março de 2021.
Em 2024, o clube chegou a final do Campeonato Carioca Série C, porém perdeu o título para o Niteroiense nos pênaltis, fazendo a equipe conquistar o acesso para o Campeonato Carioca Série B2.
No mesmo ano, o clube jogou o Campeonato Carioca de Futebol de 2024 - Série B2 e terminou com 15 pontos, na 8° posição.

## Títulos
| MUNICIPAIS | MUNICIPAIS                                     | MUNICIPAIS | MUNICIPAIS |
|            | Competição                                     | Títulos    | Temporadas |
| ---------- | ---------------------------------------------- | ---------- | ---------- |
|            | Torneio Início do Campeonato da Beira da Linha | 1          | 1992       |

### Campanhas de destaque
- Vice-Campeão do Campeonato Carioca - 5ª divisão: 2024